# Isohor Oqilov
Isohor Xaimovich Oqilov (russisch Исахар Хаимович Акилов Issachar Chaimowitsch Akilow, wiss. Transliteration Isachar Chaimovič Akilov; * 14. Juli 1914 in Samarqand; † 27. September 1988 in Taschkent) war ein sowjetischer Künstler, Tänzer, Ballettmeister und Choreograf.

## Leben
Geboren wurde er am 14. Juli 1914 in Samarqand. Bereits als Kind zeigte er Interesse an der Kunst, da er in einer Tänzerfamilie aufwuchs. Anfangs widmete er sich dem Gesang.
Von 1928 bis 1929 studierte er am Samarkand Scientific Research Institute of Music and Choreography und trat gleichzeitig als Tänzer auf. Von 1929 bis 1932 absolvierte er ein Studium am Usbekischen Staatlichen Musiktheater. 1929 trat er auf Einladung von Muhitdin Qoriyoqubov in die Gruppe des Experimental Music and Drama Theatre (Экспериментального Музыкально-драматического театра, Eksperimentalnogo Musykalno-dramatitscheskogo teatra) in Samarqand als Schauspieler und Tänzer ein. Er arbeitete als Ballettmeister des Ensembles des Buxoro Jüdischen Staats Theaters im Volkskommissariat für Bildung der Usbekischen SSR (Всесоюзной олимпиаде театров и искусства народов СССР). Auf der Suche nach jungen Talenten für das Theatermanagement sah er zum ersten Mal seine zukünftige Frau Margarita auf der Bühne des Lahuti-Theaters. 1935 heirateten sie. Für einige Zeit unterrichtete er am Staatlichen Theater College Narkomprosa der Usbekischen SSR „G. Lahutis“ (Государственном театральном техникуме Наркомпроса УзССР им. Г.Лахути, Taschkent, 1932–1939) und war gleichzeitig einer der ersten Absolventen.
Von 1935 bis 1978 war er Hauptballettmeister des Usbekischen Gesangs- und Tanzensembles (ab 1956 das Ensemble „Shodlik“, Шодлик). Ab 1937 arbeitete er als Ballettmeister in der Usbekischen Staatlichen Philharmonie. Während des Deutsch-Sowjetischen Krieges trat er in Konzertbrigaden an der Front auf und unterstützte den Slogan „Alles für die Front, alles für den Sieg!“. Er absolvierte ein Praktikum im Staatlichen Akademischen Volkstanzensemble unter der Leitung von Igor Moissejew.
Er starb am 27. September 1988 in Taschkent und wurde auf dem Buchara-Jüdischen Friedhof „Chigatay“ (Alon Array) beigesetzt.

## Ehrungen
- Volkskünstler der Usbekischen SSR (1970).